# Alchemilla marginata
Alchemilla marginata é uma espécie de rosácea do gênero Alchemilla, pertencente à família Rosaceae.